# NGC 425
NGC 425 је спирална галаксија у сазвежђу Андромеда која се налази на NGC листи објеката дубоког неба.
Деклинација објекта је + 38° 46' 9" а ректасцензија 1h 13m 2,7s. Привидна величина (магнитуда) објекта NGC 425 износи 12,7 а фотографска магнитуда 13,6. NGC 425 је још познат и под ознакама UGC 758, MCG 6-3-23, CGCG 520-26, IRAS 01102+3830, PGC 4379.